# District de Lamjung
Le district de Lamjung (en népalais : लमजुङ जिल्ला) est l'un des 77 districts du Népal. Il est rattaché à la province de Gandaki. La population du district s'élevait à 166 287 habitants en 2011.
Il contient notamment le Lamjung Himal, massif bordant le sud des Annapurnas et pointant à 6 988 m.

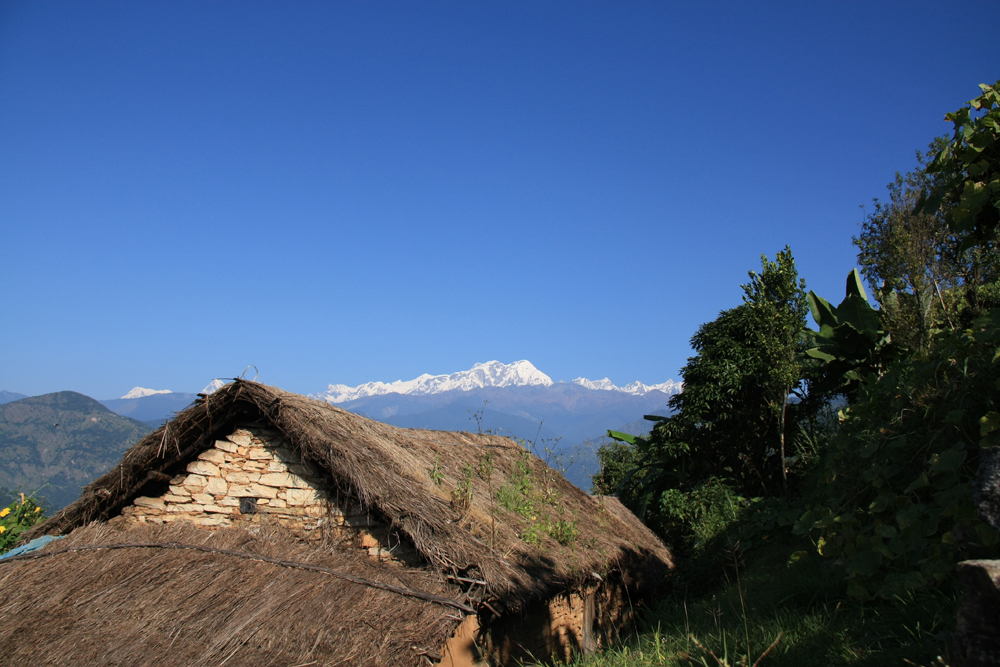
Vue de l'Annapurna II depuis Lamjung

## Histoire
Il faisait partie de la zone de Gandaki et de la région de développement Ouest jusqu'à la réorganisation administrative de 2015 où ces entités ont disparu.

## Subdivisions administratives
Le district de Lamjung est subdivisé en 8 unités de niveau inférieur, dont 4 municipalités et 4 gaunpalikas ou municipalités rurales.
| # | Nom         | Nom en népalais | Type         | Population (2011) | Superficie (km2) |
| - | ----------- | --------------- | ------------ | ----------------- | ---------------- |
| 1 | Besisahar   | बेसीशहर           | municipalité | 39 356            | 127,64           |
| 2 | Madhyanepal | मध्यनेपाल          | municipalité | 23 385            | 113,86           |
| 3 | Rareinas    | रार्इनास           | municipalité | 18 527            | 71,97            |
| 4 | Sundarbazar | सुन्दरबजार         | municipalité | 26 861            | 72,05            |
| 5 | Kwalasothar | क्व्होलासोथार         | gaunpalika   | 10 032            | 175,37           |
| 6 | Dudhpokhari | दूधपोखरी           | gaunpalika   | 10 975            | 155,33           |
| 7 | Dordi       | दोर्दी             | gaunpalika   | 18 392            | 350,93           |
| 8 | Marsyangdi  | मर्स्याङदी          | gaunpalika   | 18 759            | 597,25           |